# Alois Zumbühl
Alois Zumbühl (voller Name: Johann Josef Alois Zumbühl) (* 6. Juli 1877 in Wolfenschiessen; † 5. Juni 1952 ebenda) war ein Schweizer Politiker. Von 1931 bis 1934 gehörte er als Vertreter der Konservativen dem Regierungsrat des Kantons Nidwalden an.

## Leben
Der Sohn des Landwirts und Richters Anton Josef (Toni genannt) und der Josefa Christen wurde auf dem Hof Uchtern in Wolfenschiessen geboren. Er übernahm den Hof Uchtern seiner Eltern.
Auf kommunaler Ebene übte Zumbühl zahlreiche Ämter aus. Er war Gemeinderat, Schulrat, Armenrat und Kirchenrat. Alois Zumbühls Ämter auf kantonaler Ebene waren Kantonsrichter (ab 1910) und Ratsherr im Landrat (ab 1919). Als letzter der drei Brüder Zumbühl wurde er 1931 Regierungsrat. Er war drei Jahre lang Vorsteher des Amts für Mass und Gewichte. Zumbühl gehörte zu den neun Regierungsräten, die an der Landsgemeinde 1934 den Bannalpern weichen musste. 
Alois Zumbühl heiratete am 11. Oktober 1901 in Stans Anna (Margaritha Berta) Zimmermann. Aus dieser Ehe stammen neun Kinder (fünf Töchter und vier Söhne).  Im Gegensatz zu seinen älteren Brüdern Anton und Josef hatte er keine weiteren Ämter im öffentlichen Bereich. 
Sein ältester Bruder Anton Zumbühl war Ständerat und ebenfalls Regierungsrat und sein anderer Bruder Josef Zumbühl gehörte ebenfalls der Nidwaldner Regierung an. 